# Приуранка
Приуранка — село в Новосергиевском районе Оренбургской области. Входит в состав Судьбодаровского сельсовета.

## История
В 1966 г. Указом Президиума ВС РСФСР поселок отделения № 5 совхоза имени Александра Матросова переименован в Приуранный.

## Население
| 2010 |
| ---- |
| 102  |